# Xtampak
Xtampak vagy Santa Rosa Xtampak (kiejtése körülbelül: stampak, a második szótagon levő hangsúllyal) egy maja régészeti lelőhely délkelet-Mexikóban, Campeche államban. Neve a maja nyelvből származik, jelentése „öreg falak”. A városban, amely a Chenes régió egyik központi városa lehetett, fénykorában akár 10 000-en is lakhattak. Az itt talált sztélék feliratai között néhány esemény pontos dátumának feljegyzése is megtalálható.

## Leírás
Xtampak Campeche állam északkeleti részén található, Hopelchén község területén, közel a yucatáni határhoz, őserdővel körülvéve, összesen 9 km²-es területen. A 261-es főút 79-es kilométerének közelében leágazva egy 32 km hosszú mellékút vezet hozzá. Az egykori település központja egy természetes domb tetején helyezkedik el, amelynek tetejét földmunkákkal síkká alakították. Épületei a Chenes stílus jegyeit mutatják, némelyikük Puuc-hatással.
Belső része egymással összeköttetésben álló udvarok és terek hálózatából áll, amelyek köré az épületcsoportokat felépítették. Az egyik legjelentősebb épület téglalap alaprajzú, három lépcsőzetes szinttel rendelkezik, belül 40-szobás, oldalt pedig kis oszlopokkal díszített alapzatú templomok helyezkednek el, ahol a régészek falfestmény-töredékeket és nyolc sztélét is találtak. Az úgynevezett Palota szintén jelentős épület, egyesek az egész Chenes régió, sőt, az egész maja terület egyik legjobban megtervezett és legszebben díszített építményének tartják. Ez is három szintes, belsejében két lépcsősorral összekötve 44 szoba helyezkedik el, kívül valószínűleg 20 lépcső volt található. Tőle északkeletre áll a Kígyószájas Épület, amely kis méretű, viszont díszítése igen érdekes: bejárata egy kígyó tátott száját formázza meg, körös-körül kőből készült fogakkal, fent pedig két szemmel.

## Képek

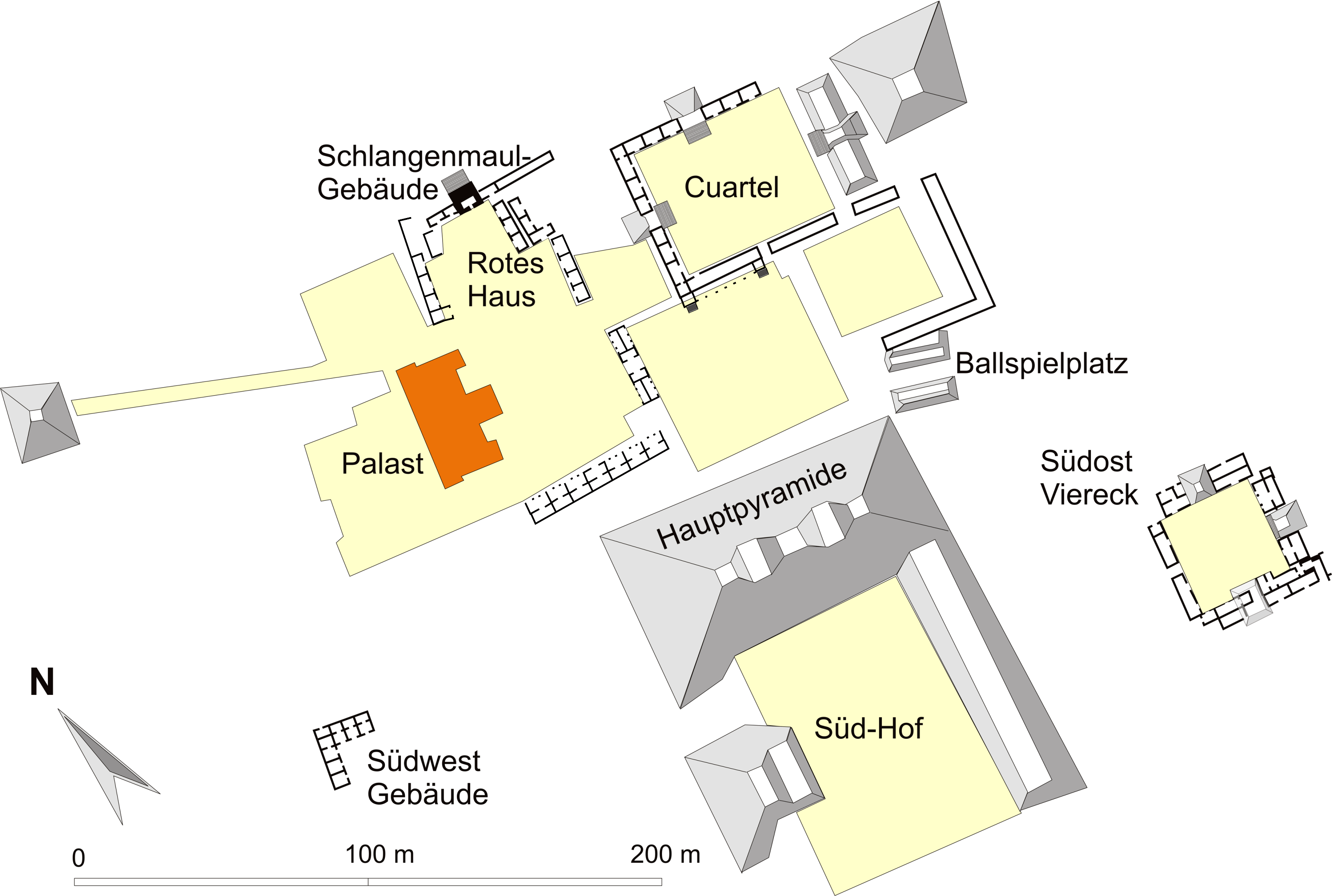
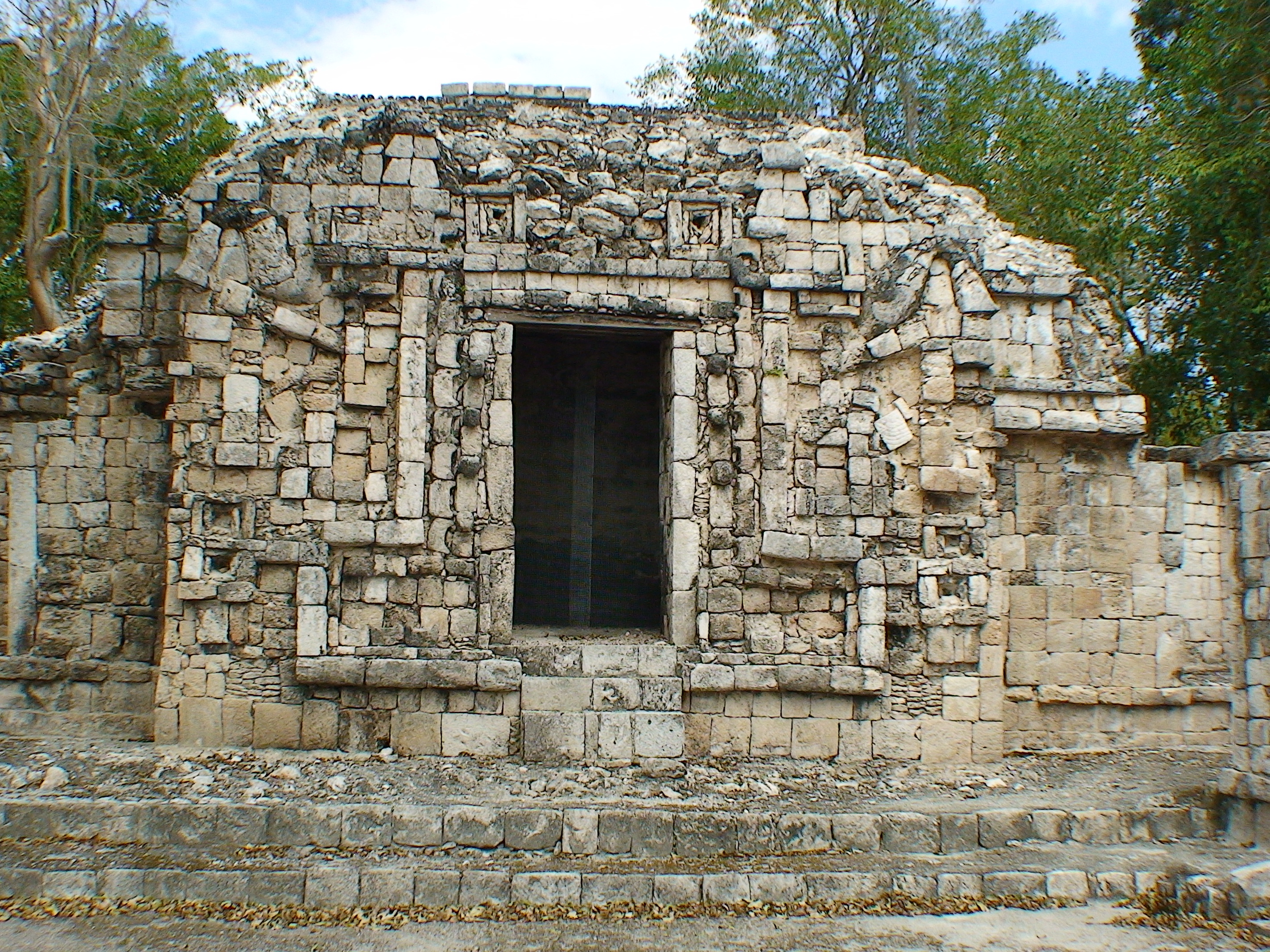
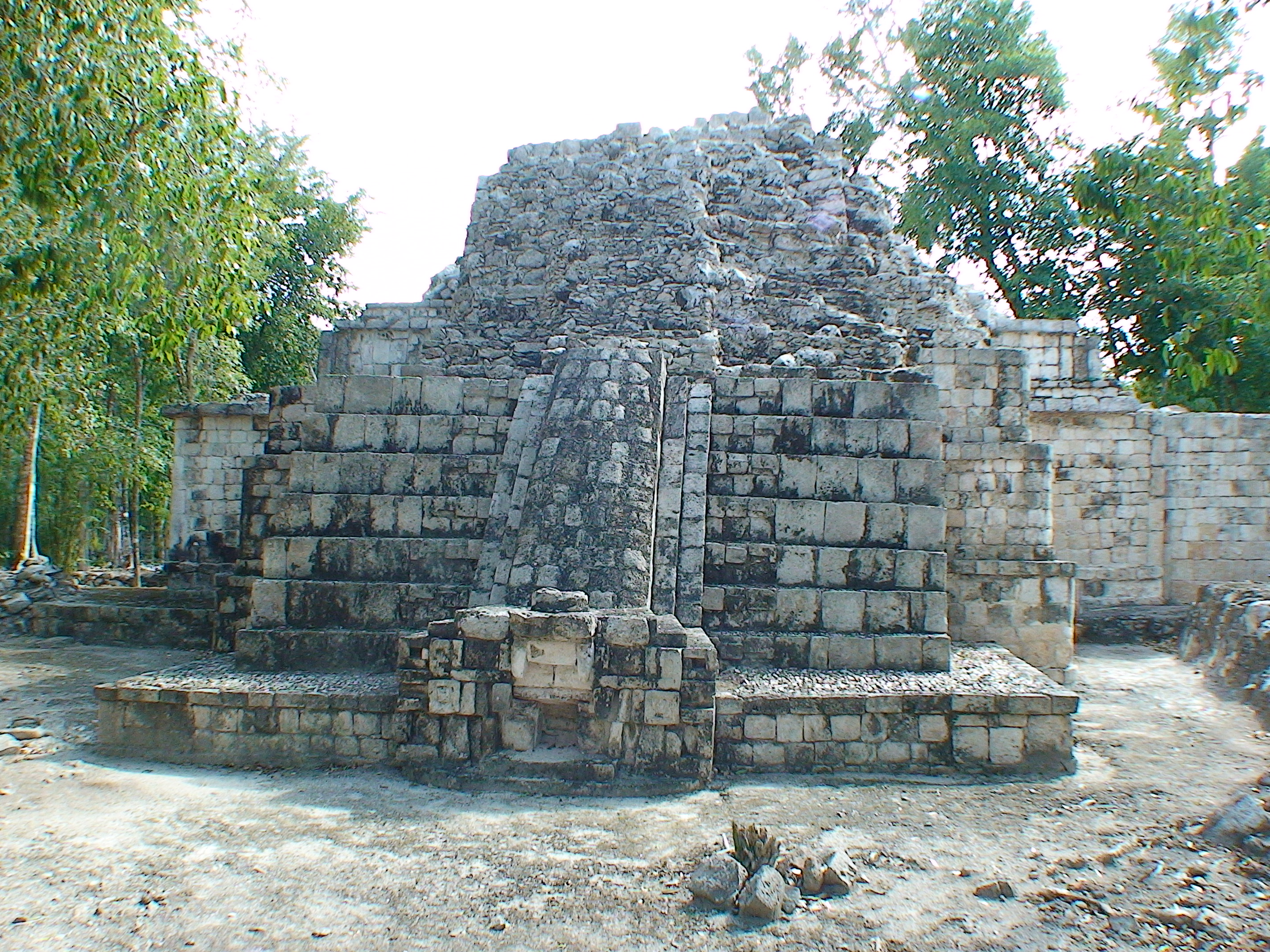
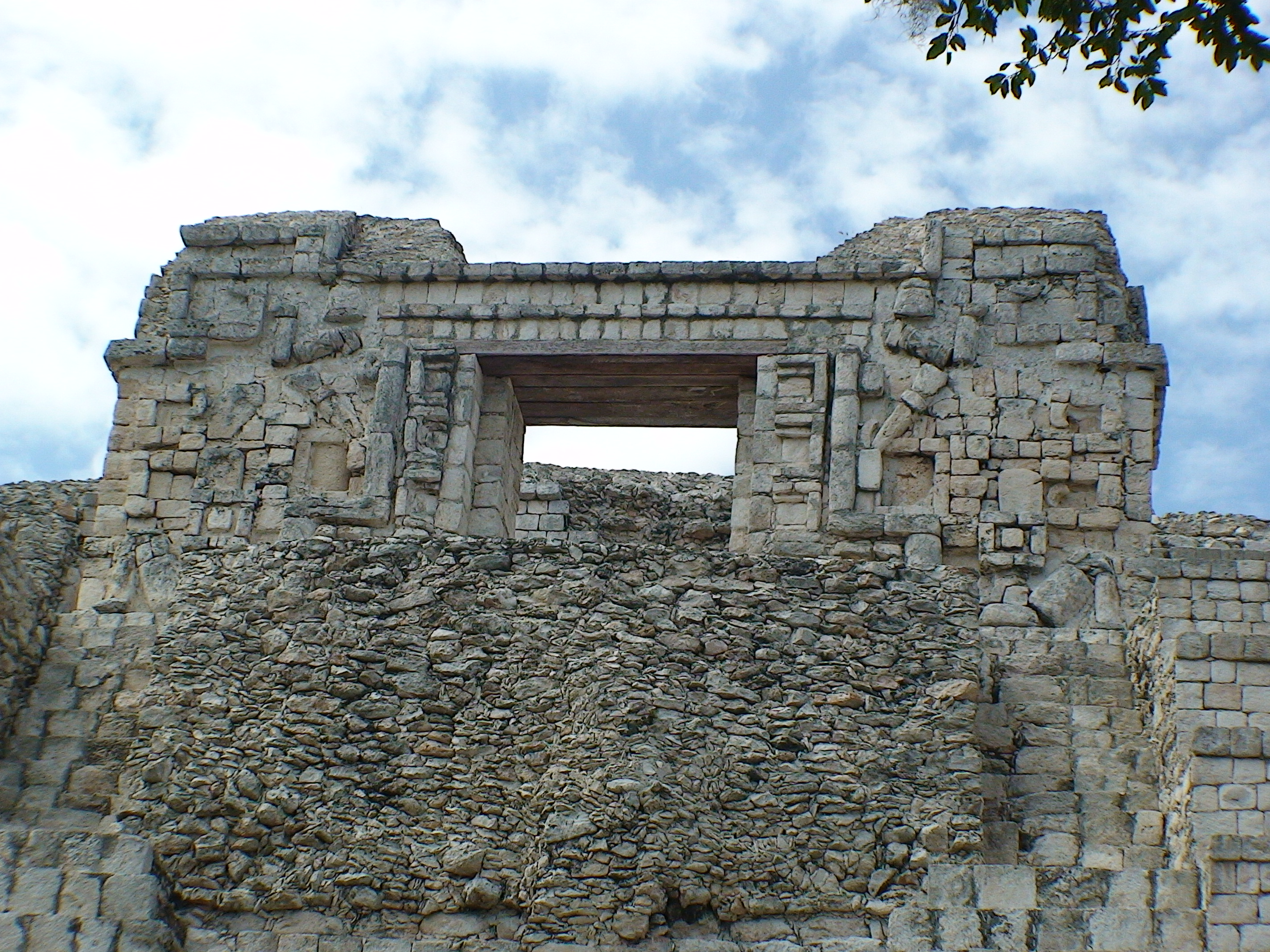